# Prosopocera infragrisea
Prosopocera infragrisea är en skalbaggsart som beskrevs av Stefan von Breuning 1950. Prosopocera infragrisea ingår i släktet Prosopocera och familjen långhorningar. Inga underarter finns listade i Catalogue of Life.